# 四月三十
四月三十，农历四月第三十天，也是最后一天，在小月中没有四月三十。

## 逝世
- 梁武帝中大通三年，昭明太子萧统。

## 其他内容
- 十斋日

## 参看
- 日历
- 四月廿八 - 四月廿九 - 四月三十 - 五月初一- 五月初二
- 三月三十 - 四月三十 - 五月三十
- 正月 - 二月 - 三月 - 四月 - 五月 - 六月 - 七月 - 八月 - 九月 - 十月 - 十一月 - 腊月